# خديجة عريب
خديجة عريب (بالهولندية: Khadija Arib)‏ (10 أكتوبر 1960) سياسية هولندية من أصول مغربية، برلمانية منذ 1998. تم انتخابها في 13 يناير 2016 لتولي منصب رئاسة البرلمان الهولندي، حتى عام 2017.

## مسيرتها
ولدت خديجة عريب سنة 1960 بالهدامي إحدى بطون قبيلة أولاد سعيد بمنطقة لغنيميين بإقليم سطات، وهاجرت إلى هولندا عندما كانت في الخامسة عشرة من عمرها في إطار جمع شمل الأسرة، وهو قانون جديد في حينها. حيث درست علم الاجتماع في أمستردام، وكانت من مؤسسات اتحاد النساء المغربيات في هولندا، وتنقلت بين مناصب مختلفة، حيث عملت كمساعدة في منظمات الرعاية الاجتماعية في بريدا وأوتريخت، ومساعدة في معهد للدراسات الاجتماعية والاقتصادية في جامعة ايراسموس في روتردام ونائب رئيس ومستشار سياسي بارز في الرعاية الاجتماعية والصحية في أمستردام، قبل أن تصبح برلمانية عن حزب العمل الهولندي منذ 1998 مع انقطاع قصير بين 2006 و 2007.
تتركز اهتمامات خديجة عريب السياسية على محاربة العنصرية والتمييز، وقطاع الصحة لاسيما الرعاية الصحية للنساء المغربيات والتركيات. كما تهتم عريب بمعضلة النساء اللواتي يختفين بعد العطلة الصيفية، وهن المغربيات والتركيات اللواتي يتركن لمصيرهن بالبلد الأصلي، من طرف أزواجهن، بعد العطلة الصيفية، إذ يستولي الزوج على جواز السفر، في الوقت الذي لا تجيد فيه المرأة الحديث باللغة الهولندية، وقد حققت عريب حلا لهذه المسأل، حيث تم تخصيص موظفين يستقبلون لمثل هؤلاء النساء في السفارات الهولندية بالمغرب وتركيا.

### رئاسة البرلمان
رشحت نفسها عام 2012 لرئاسة البرلمان، إلا أنها فشلت في الفوز. وتولت خديجة عريب فعليا رئاسة البرلمان الهولندي بالوكالة، منذ استقالة الرئيسة انوشكا فان ميلتنبورغ في ديسمبر 2015. وفي 13 يناير 2016 فازت برئاسة الغرفة الثانية في المؤسسة التشريعية الهولندية بعد حصولها على 83 صوتا من أصل 134 صوتا، من مجموع 150 عضوا في المستشارين، متفوقة على ثلاثة مرشحين آخرين. أثار فوز خديجة عريب استياء اليمينيين الهولنديين، حيث وصفه خيرت فيلدرز، زعيم حزب من أجل الحرية، بـ”اليوم الأسود في تاريخ هولندا”. وسبق وأن أعلن حزب من أجل الحرية معارضته ترشيح عريب لمنصب رئاسة البرلمان، كونها تحمل بذات الوقت الجنسية المغربية.

## مؤلفات
- المرأة المغربية في هولندا, 1992
- كسكس يوم الأحد. سيرة ذاتية، 2009